# The Social Network
The Social Network ist ein US-amerikanisches Filmdrama aus dem Jahr 2010 von Regisseur David Fincher, das die Entstehungsgeschichte des sozialen Netzwerks Facebook thematisiert.
Das Drehbuch wurde von Aaron Sorkin geschrieben und basiert auf dem Buch Milliardär per Zufall: Die Gründung von Facebook – eine Geschichte über Sex, Geld, Freundschaft und Betrug von Ben Mezrich. Facebook-Gründer Mark Zuckerberg wirkte nicht direkt auf die Verfilmung ein.
Der Film hatte am 24. September 2010 beim New York Film Festival Premiere und lief in der deutschsprachigen Version am 7. Oktober in Deutschland und der Schweiz sowie am 8. Oktober 2010 in Österreich an.

## Handlung
Nachdem ihn seine Freundin Erica Albright verlassen hat, weil er „einfach ein Arschloch“ sei, entwickelt der US-amerikanische Student Mark Zuckerberg im Jahr 2003 die Idee für eine Website namens FaceMash, auf der die Nutzer jeweils Bilder zweier Frauen präsentiert bekommen und per Mausklick deren Attraktivität vergleichen und bewerten können. Den Algorithmus für den Bildervergleich liefert ihm sein bester Freund und Kommilitone Eduardo Saverin. Um an das entsprechende Bildmaterial für die Website zu kommen, hackt sich Zuckerberg in die Datenbanken aller Wohnheime der Harvard University, stiehlt aus den Online-Jahrbüchern der Fakultäten digitale Fotos der Studentinnen und stellt die Bilder online. Zeitgleich postet der als Nerd verschriene Außenseiter herablassende Kommentare über seine Exfreundin in seinem Blog. FaceMash verbreitet sich währenddessen rasend schnell unter den Studenten der Universität, und binnen kürzester Zeit bringt der Traffic die Server an den Rand ihrer Leistungsfähigkeit. Die Universität unterbricht die Verbindung zum Server und Zuckerberg muss sich vor einem Gremium der Universität für den Vorfall verantworten. Als Strafe erhält er eine Bewährungszeit von sechs Monaten. Erica Albright wendet sich komplett von Zuckerberg ab, erschüttert über seine geschmacklosen Blog-Posts.
Die Berichte über die Website und deren überwältigenden Erfolg machen die ebenfalls in Harvard studierenden Zwillinge Cameron und Tyler Winklevoss und ihren Kommilitonen Divya Narendra auf Zuckerberg aufmerksam. Sie besprechen mit ihm ihre Idee für ein elitäres soziales Netzwerk, das nur für die Kommilitonen an der Harvard University verfügbar sein soll. Zuckerberg sagt zu, die drei zu unterstützen, ist dann jedoch für mehrere Wochen nur sporadisch für sie erreichbar.
Während dieser Zeit arbeitet er an seiner eigenen Website, die er thefacebook.com nennt. Währenddessen versucht Eduardo Saverin, Mitglied von „The Phoenix Club“ zu werden, einer Vereinigung von Harvard-Studenten. Saverin bringt in der Anfangszeit von thefacebook das notwendige Kapital ein und wird später Chief Financial Officer. Außerdem wird Zuckerberg von Dustin Moskovitz und Chris Hughes unterstützt.
Zuckerberg erkennt, dass Menschen über das Internet erfahren wollen, was ihre Freunde machen. Daher möchte er als Grundidee der Website sämtliche sozialen Erlebnisse der College-Studenten online stellen und stellt diese Funktionen den Nutzern seiner Website zur Verfügung. Der ungeahnte Erfolg überrollt die Gründer. Schnell wächst thefacebook über Campus- und Länder-Grenzen hinaus. Zuckerberg trifft sich mit Sean Parker, dem einstigen Mitgründer der Musiktauschbörse Napster. Er wird Zuckerbergs Mentor und schlägt ihm unter anderem vor, das the im Domainnamen zu entfernen. Fortan als Facebook bekannt, geht es bei der Website nicht mehr um eine „Kommunikationsrevolution“ an der Hochschule, sondern um viel Geld. Parker sagt: „Eine Million Dollar ist nicht cool. Weißt du, was cool ist? Eine Milliarde!“ Er stellt den Kontakt zum Risikokapitalgeber Peter Thiel her, der Facebook mit einer erheblichen Summe finanziell unterstützt. Saverin wird währenddessen aus dem Unternehmen gedrängt. Seine Anteile werden durch die Kapitalerhöhung im Gegensatz zu dem aller anderen Gründer erheblich reduziert, nachdem er im Streit das Bankkonto von Facebook einfrieren ließ und so dessen Existenz aufs Spiel gesetzt hat. Kurz darauf wird Sean Parker mit Drogen auf einer Party erwischt, worauf Zuckerberg ihm eröffnet, dass dies Schlagzeilen machen und deshalb Konsequenzen nach sich ziehen werde.
Saverin verklagt daraufhin Zuckerberg. Ebenso gehen die Winklevoss-Zwillinge und Narendra rechtlich gegen Zuckerberg vor, dem sie Diebstahl geistigen Eigentums vorwerfen. Die Verhandlungen mit den beiden Parteien bilden den Rahmen der Handlung, die in Rückblicken die Entstehungsgeschichte von Facebook erzählt.
Am Ende informiert eine junge Anwältin Zuckerberg, dass sie mit Saverin einen Vergleich anstreben werden. Sie teilt Zuckerberg mit, dass er niemals vor einem Geschworenengericht gewinnen werde, da es ein Leichtes sei, ihn vor der Jury als unsympathisch darzustellen. Bevor sie den Raum verlässt, sagt sie zu Zuckerberg, dass er kein Arschloch sei, sich jedoch große Mühe gebe, eines zu sein.
Zuckerberg sitzt allein im Raum und denkt über die Aussage der Anwältin nach. Dann sendet er per Facebook eine Freundschaftsanfrage an seine Ex-Freundin. Er wartet vor dem Bildschirm und lädt die Seite alle paar Sekunden neu, um zu überprüfen, ob sie diese bereits angenommen hat.
Saverin erhält später eine Abfindung in unbekannter Höhe, die Abfindung der Winklevoss-Zwillinge wird im Abspann mit 65 Millionen Dollar beziffert. Zuckerberg wurde durch den Erfolg von Facebook laut Film zum jüngsten Milliardär der Welt. Im Jahr 2010 hatte Facebook nach einigen Schätzungen einen Marktwert von bis zu 25 Milliarden Dollar.

## Hintergrundinformationen
- Das Budget des Filmes betrug 40 bis 50 Millionen US-Dollar.[5][6]
- Den Trailer zum Film unterlegt der belgische Mädchenchor Scala mit dem Radiohead-Titel Creep. Das Motto „Du kannst keine 500 Millionen Freunde haben, ohne dir ein paar Feinde zu machen“ spielt sowohl auf die damalige Benutzerzahl von Facebook an – die sich als „Freunde“ miteinander verbinden – als auch auf zerbrochene Freundschaften, die Zuckerberg hinter sich ließ und die zum Teil vor Gericht endeten.[7]
- Der von Eduardo Saverin verwendete Algorithmus zur Bewertung der Frauen in Facemash ist eine Adaption des von Arpad Elo in den 60er Jahren entwickelten Elo-Zahl-Wertungssystems.

## Kritik
Der Film erhielt überwiegend positive Kritiken. Laut Rotten Tomatoes bewerteten 96 Prozent aller Kritiker den Film positiv, basierend auf 224 Kritiken bei einem Durchschnittswert von 9,0 von 10 Punkten.
Das Lexikon des internationalen Films urteilt: „Filmisch mitreißend inszeniert, mit hohem Tempo, brillanten Dialogen und guten Darstellern, wird die an sich etwas dünne Geschichte höchst unterhaltsam aufbereitet“.
Für David Hugendick von Zeit Online ist The Social Network hingegen ein „äußerst langweiliger Film“ und eine „eindimensionale Charakterstudie“: „Dass er mit diesem schwachen Skript überhaupt gedreht wurde, kann man als Indiz werten für die gesellschaftliche Relevanz, die Zuckerbergs Erfindung mittlerweile erreicht hat. Nur ist die im Internet weitaus besser aufgehoben als im Kino“.
Der Kritiker Steven Jay Schneider schreibt in seiner Kritik, dass es in Anbetracht der Mitgliedszahlen kein Wunder sei, dass der Film erfolgreich war. Er empfindet es als „überraschend“, dass der Film gut sei. Er beschreibt das Drehbuch als „von brutaler Komik“, welche deutlich mache, wie viel Narzissmus und Geltungssucht in den Profilen der Nutzer von Facebook stecken. Insbesondere hebt er die Leistungen der Darsteller hervor. So agiere Eisenberg „hervorragend“, Garfield portraitiere seine Figur mit „herzzerreißender Verletzlichkeit“ und Justin Timberlake verkörpere „gekonnt“ die Arroganz seiner Figur. Den Film, den er „visuell beeindruckend“ umgesetzt empfindet, sieht er als endlose Debatte um die Frage, wer was getan habe und wer in wessen Schuld stehe.

### Faktentreue des Films
Einige Kritiker monierten, dass die Fiktionalität der Handlung nicht deutlich genug gemacht werde. Laut David Kirkpatrick, Autor des Buches The Facebook Effect: The Inside Story of the Company That Is Connecting the World., entspricht der Film zu ca. 40 % der Wahrheit. Schon das abfällige und auf eine gemeine Art sarkastische Verhalten (“…snide and sarcastic in a cruel way…”), in dem Jesse Eisenberg den Facebook-Gründer spiele, entspreche nicht den Tatsachen. Laut Kirkpatrick sei dieser eine „unglaublich selbstsichere“ Person (“…unbelievably confident and secure.”).
Viele der dargestellten Vorgänge seien tatsächlich so geschehen, aber andere seien auch verzerrt dargestellt und der generelle Eindruck, den der Film hinterlasse, sei falsch (“A lot of the factual incidents are accurate, but many are distorted and the overall impression is false.”).
Die wichtigste Quelle für den Buchautor Ben Mezrich war Eduardo Saverin, der dem Autor während des Rechtsstreites und noch vor der Einigung mit Facebook als Berater zur Verfügung stand.
Mark Zuckerberg selbst weigerte sich, mit den Machern des Films zu kooperieren, nahm an der Premiere nicht teil und distanzierte sich. Eine Werbeseite durfte der Filmvertrieb Sony auf Facebook nicht schalten. Zuckerberg sagte in einem Fernsehinterview, dass der Film zwar Spaß mache, sein Leben jedoch nicht so dramatisch sei. Der Film sei Fiktion, Zuckerberg selbst wolle mit Facebook die Welt zu einem offeneren Ort machen. Der Film lege stattdessen nahe, er habe das Netzwerk eingerichtet, um Frauen leichter kennenzulernen.
Auch Facebook selbst bezeichnete den Film als Fiktion:

“The movie might be a sign that Facebook has become meaningful to people – even if the movie is fiction. What the movie may or may not contain is not what we’re focused on. What matters more is building a useful, innovative service that people enjoy using to connect and share.”

„Der Film könnte ein Anzeichen dafür sein, dass Facebook für viele Leute bedeutsam geworden ist – selbst wenn der Film frei erfunden ist. Wir konzentrieren uns nicht darauf, was der Film enthält oder nicht. Für uns zählt vielmehr, einen nützlichen, innovativen Dienst aufzubauen, den Menschen gerne nutzen, um sich miteinander zu verbinden und auszutauschen.“

Cameron Winklevoss hingegen verteidigte die Filmmacher und bezeichnete die Handlung als nicht fiktional, Fincher und Sorkin hätten die Fakten korrekt dargestellt (“The film is nonfiction. I think David Fincher and Aaron Sorkin did a great job getting their facts right.”).
Der Drehbuchautor Aaron Sorkin bezeichnete den Film als Kunstwerk, es handele sich nicht um einen faktentreuen Dokumentarfilm (“This isn’t a documentary. Art isn’t about what happened.”). Regisseur David Fincher stellte klar, dass er Zuckerberg mit dem Film nicht schlecht machen wolle (“It’s not my intention to crucify Mark Zuckerberg.”). Zuckerberg habe schon in jungen Jahren sehr viel erreicht (“Mark Zuckerberg is a guy who accomplished an enormous amount at a very, very young age.”).
Sean Parker bezeichnete The Social Network als komplett erfundene Geschichte (“a complete work of fiction”).

## Auszeichnungen

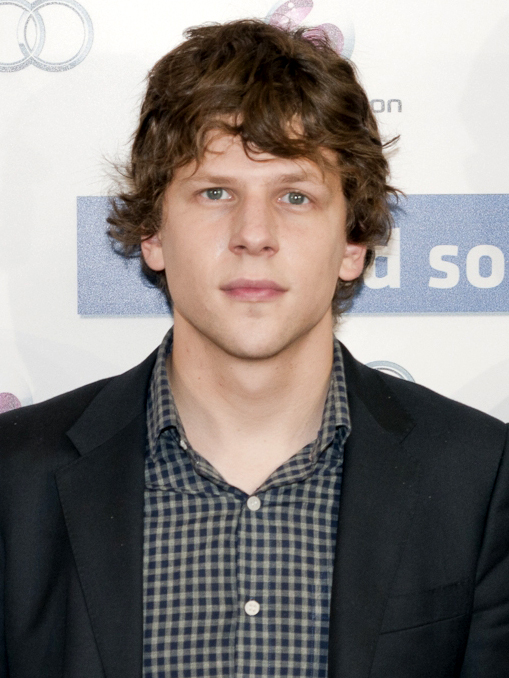
Hauptdarsteller Jesse Eisenberg bei der Vorstellung des Films im Oktober 2010 in Madrid

The Social Network dominierte die amerikanische Filmpreis-Saison und wurde unter anderem mit den Film- und Regiepreisen der National Board of Review, Boston Society of Film Critics, Los Angeles Film Critics Association, National Society of Film Critics, Broadcast Film Critics Association und des New York Film Critics Circle ausgezeichnet. Ebenfalls preisgekrönt wurde Hauptdarsteller Jesse Eisenberg (National Board of Review Award, Boston Society of Film Critics Award, National Society of Film Critics Award) sowie das Drehbuch von Aaron Sorkin (National Board of Review Award, Boston Society of Film Critics Award, Los Angeles Film Critics Association Award, National Society of Film Critics, Broadcast Film Critics Association Award, Writers Guild of America Award 2011).
Bei der 68. Golden-Globe-Verleihung am 16. Januar 2011 gewann der Film Auszeichnungen in den Kategorien bestes Filmdrama, beste Regie, bestes Drehbuch und beste Filmmusik. Nominiert waren Jesse Eisenberg als bester Drama-Hauptdarsteller und Andrew Garfield als bester Nebendarsteller. Bei der Verleihung der British Academy Film Awards erhielt The Social Network Auszeichnungen für die beste Regie, das beste adaptierte Drehbuch und für den besten Schnitt. Weitere Auszeichnungen folgten bei der Oscarverleihung 2011 in den Kategorien Bestes adaptiertes Drehbuch, Beste Filmmusik und Bester Schnitt. Nominierungen erhielt The Social Network in den Kategorien Bester Film, Beste Regie, Bester Hauptdarsteller – Jesse Eisenberg, Beste Kamera und Bester Ton.
Bei den Evening Standard British Film Awards wurde Andrew Garfield als bester Darsteller ausgezeichnet und bei dem 31. London Critics’ Circle Film Award 2011 gab es Auszeichnungen in den Kategorien Bester Film, Beste Regie und Bestes Drehbuch.
2016 belegte The Social Network bei einer Umfrage der BBC zu den 100 bedeutendsten Filmen des 21. Jahrhunderts den 27. Platz.
2024 wurde der Film in das National Film Registry aufgenommen.